# Pholeomyia politifacies
Pholeomyia politifacies är en tvåvingeart som beskrevs av Curtis W. Sabrosky 1959. Pholeomyia politifacies ingår i släktet Pholeomyia och familjen sprickflugor. Inga underarter finns listade i Catalogue of Life.